# سلطان الزهراني
سلطان الزهراني، من مواليد 19 ديسمبر 1998، وهو لاعب كاراتيه سعودي، حصل على الميدالية الفضية في منافسات الكوميتيه وزن 75 كجم للرجال في بطولة آسيا للكاراتيه 2021 التي أقيمت في ألماتي الكازاخية، كما حصل على إحدى الميداليات البرونزية في منافسات وزن 75 كجم للرجال في دورة ألعاب التضامن الإسلامي 2021 التي أقيمت في قونية بتركيا.